# 天王寺 (台東区)

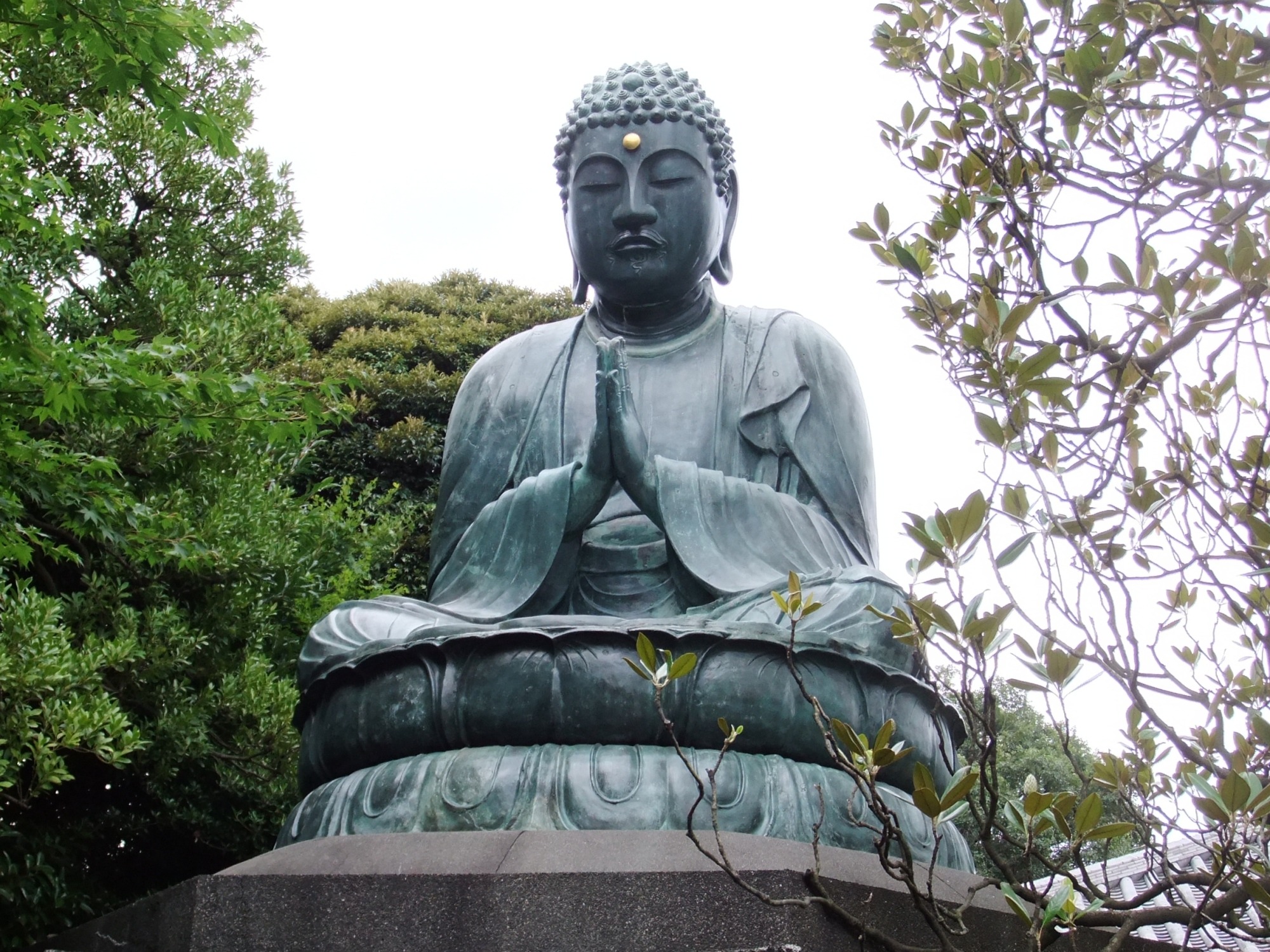
釈迦如来坐像

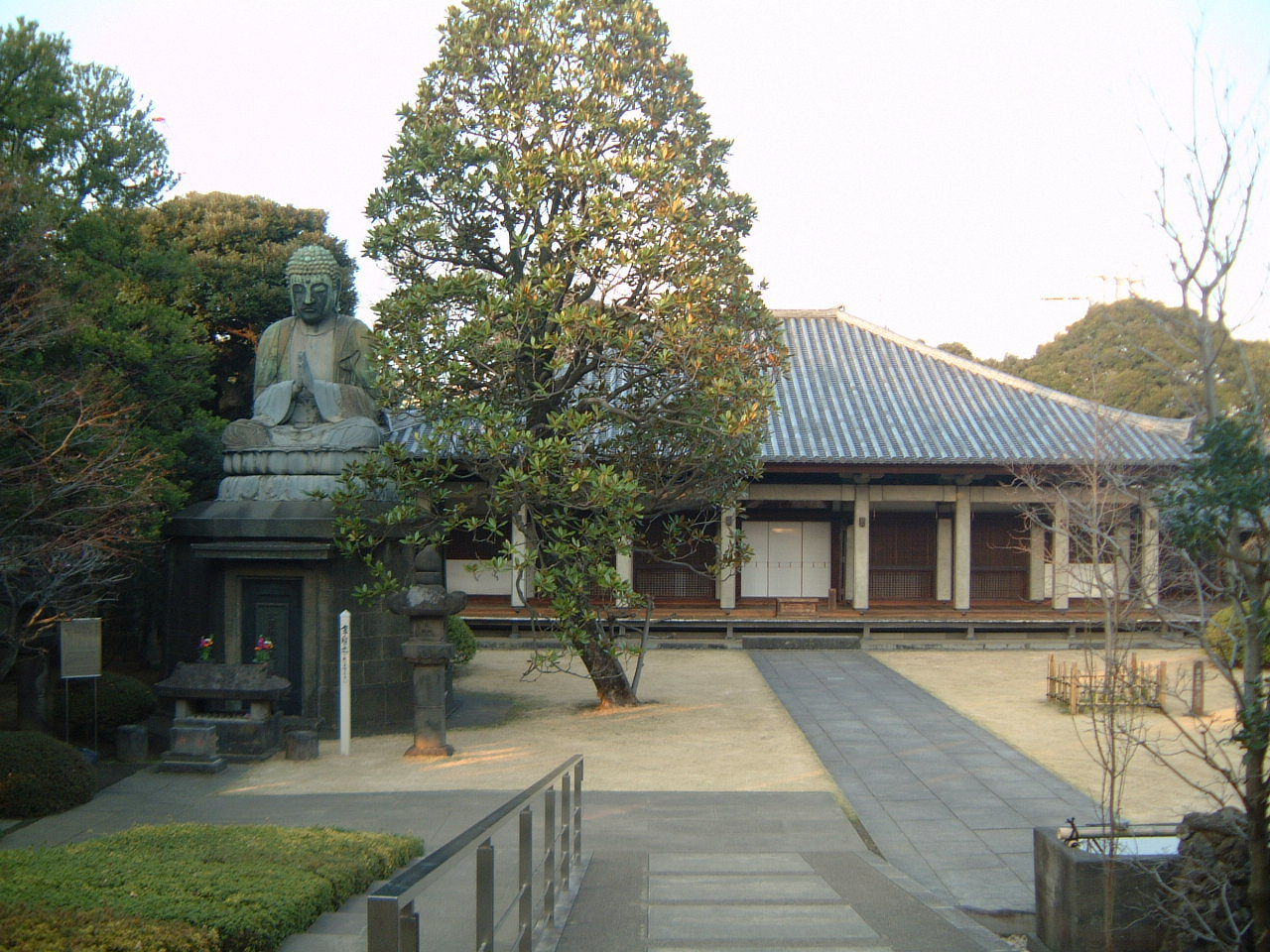
本堂

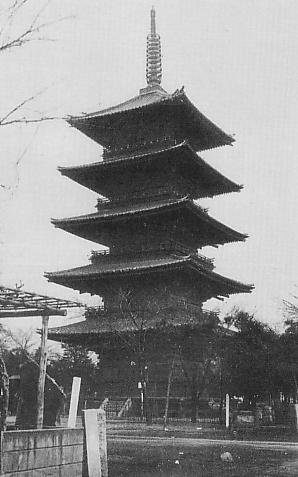
かつて存在していた谷中五重塔

天王寺（てんのうじ）は、東京都台東区谷中にある、天台宗の寺院。正式名称は護国山尊重院天王寺である。

## 開創から日蓮宗時代
日蓮が鎌倉と安房を往復する際に関小次郎長耀の屋敷に宿泊したことに由来する。関小次郎が日蓮に帰依して草庵を結んだ。日蓮の弟子・日源が法華曼荼羅を勧請して開山した。1641年（寛永18年）徳川家光・英勝院・春日局の外護を受け、29690坪の土地を拝領し、将軍家の祈祷所となる。1648年（慶安1年）日蓮宗9世・日長による『長耀山感応寺尊重院縁起』が唯一の資料である。法華寺から転住した日耀が中興するまでの歴史は不明である。

## 弾圧と改宗
開創時から日蓮宗であり、早くから不受不施派に属していた。不受不施派は江戸幕府により弾圧を受けた。日蓮宗15世・日遼の時、1698年（元禄11年）強制的に改宗となり、日蓮宗14世・日饒、日蓮宗15世・日遼が共に八丈島に遠島となる。廃寺になるのを惜しんだ輪王寺宮公弁法親王が寺の存続を望み、慶運大僧正を天台宗1世として迎え、毘沙門天像を本尊とした。慶運大僧正は、後に善光寺を中興する。当寺の改宗をもって、祖師像は瑞輪寺に引取られていった。

## 寺号改称
1833年（天保4年）に法華経寺の知泉院の日啓や、その娘で大奥女中であった専行院などが林肥後守・美濃部筑前守・中野碩翁らを動かし、感応寺を再び日蓮宗の寺院とする寺号改称活動が起きる。しかし、輪王寺宮舜仁法親王の働きにより日蓮宗帰宗は中止となり「長耀山感応寺」から「護国山天王寺」へ改号した。

## 富くじ
1700年（元禄]13年）江戸幕府公認の富突（富くじ）が興行され、目黒不動、湯島天神と共に「江戸の三富」として大いに賑わった。1728年（享保13年）幕府により富突禁止令がだされるも、興行が許可され続け、1842年（天保13年）禁令が出されるまで続けられた。

## 年表
- 1274年（文永11年）長耀山感応寺が開山する。
- 1621年（元和7年）日蓮宗9世・日長が入寺する。
- 1643年（寛永20年）梵鐘を鋳造する。
- 1644年（寛永21年）五重塔を建立する。
- 1648年（慶安1年）日蓮宗9世・日長により、『長耀山感応寺尊重院縁記』が著される。
- 1690年（元禄3年）釈迦牟尼仏像を鋳造する。
- 1698年（元禄11年）天台宗に改宗する。
- 1699年（元禄12年）天台宗1世・慶運大僧正が入寺し、毘沙門天像を本尊とする。
- 1700年（元禄13年）富くじ興行が幕府に許可される
- 1772年（明和9年）明和の大火により、五重塔を焼失する。
- 1791年（寛政3年）五重塔を近江出身で湯島の大工・八田清兵衛が再建する。
- 1833年（天保4年）護国山天王寺と改称する。
- 1842年（天保13年）天保の改革により、富くじ興行が禁止される。
- 1868年（慶応4年）彰義隊の兵火により、本坊、五重塔以外焼失。
- 1870年（明治3年）大島盈株が五重塔の実測図を作成する。
- 1874年（明治7年）寺域の一部を東京府に移管し、谷中霊園となる。
- 1884年（明治17年）五重塔を修理する。
- 1908年（明治41年）五重塔を東京市に寄贈する。
- 1957年（昭和32年）谷中五重塔放火心中事件により、五重塔を焼失する。
- 1961年（昭和36年）毘沙門堂落成。
- 1979年（昭和54年）天台宗特別寺の寺格となる。

## 文化財
- 絹本着色両界曼荼羅（台東区指定有形文化財）
- 絹本着色阿弥陀二十五菩薩来迎図（台東区指定有形文化財）
- 絹本着色天台大師画像（台東区指定有形文化財）
- 木造毘沙門天立像（台東区指定有形文化財）
- 銅造釈迦如来坐像（台東区指定有形文化財）
- 富興行関係資料（台東区指定有形文化財）

## 交通アクセス
- バス
  - JR山手線・京浜東北線・常磐線 日暮里駅南口 徒歩2分（約20m）
  - 東京メトロ千代田線 千駄木駅1番口 徒歩15分（約950m）
  - 京成本線 日暮里駅 徒歩2分（約20m）

- 谷中七福神
  - 長安寺 寿老人 徒歩4分（約300m）
  - 護国院 大黒天 徒歩12分（約800m）

## 関連文献
- 斎藤長秋 編「卷之五 玉衡之部 長耀山感應寺」『江戸名所図会』 3巻、有朋堂書店〈有朋堂文庫〉、1927年、260,263-265頁。NDLJP:1174157/135。